# Se llama copla
Se llama copla es un concurso musical dedicado a la interpretación de copla emitido en Andalucía (España) por Canal Sur Televisión, y en el resto de España y el extranjero por otras plataformas (satélite, cable, etc) a través de Canal Sur Andalucía. Consta de 9 temporadas emitidas entre el 25 de septiembre de 2007 y el 9 de abril de 2016. Recuerda por su estructura al popular Operación Triunfo, aunque prescinde de la parte de encierro y convivencia las 24 horas. La gala final de la 1.ª edición, con un 52,7% de cuota de pantalla y un millón y medio de espectadores, logró convertirse en el programa (No deportivo) de mayor audiencia de la historia de la cadena autonómica, convirtiéndose en un fenómeno mediático entre el público andaluz. En el resto de España, así como para el extranjero, fue emitida por plataformas de pago por cable o satélite a través de Canal Sur Andalucía. En noviembre de 2008 ganó el Premio Ondas al mejor programa regional.
En septiembre de 2012 se anunció que Canal Sur no renovaría Se llama copla. Finalmente, volvería a emitirse desde el 6 de octubre de 2012 una versión recortada del programa con ex-concursantes de ediciones anteriores del programa titulada Se llama copla: Segunda oportunidad. Ante la mala audiencia, se abrió a toda prisa un casting abierto para iniciar una edición habitual más del concurso. El presente artículo, por su extensión, se concentra en las ediciones oficiales numeradas del programa, prescindiendo de las ediciones extraoficiales, que fueron Se llama copla: El desafío (2010/2016) y la mencionada Segunda oportunidad.
|  |

## Mecánica
Aunque con los años, la mecánica ha ido sufriendo modificaciones menores, todas las ediciones comparten una estructura básica muy similar. Cada temporada se divide por fases. La mayoría de temporadas poseen dos fases, aunque ha habido temporadas con tres. No importa la fase, cada programa tiene una mecánica similar. En la primera parte, los concursantes interpretan cada uno una copla acompañados por una orquesta en directo. Cuando termina cada interpretación, un jurado valora la actuación, cada miembro del jurado dándole una nota del 1 al 10. Una vez interpretadas todas las canciones, con la suma de las notas de cada concursante resultará un ranking y una llamada "zona de peligro" en la que se encuentran los peor puntuados. La audiencia con sus votos será la que decida quienes serán los "candidatos definitivos al reto" al hacer media sus votos con la clasificación del jurado, y los votos de la audiencia salvarán al más votado del reto, aunque en la clasificación conjunta haya quedado mal situado.
En la primera fase el programa mantiene un "casting abierto" al cual se presentan continuamente aspirantes a concursantes, llamados "retantes". Uno de esos retantes se enfrentará a uno de los candidatos al reto. La forma exacta de escogerlo ha variado por temporadas, normalmente el favorito del público puede salvar a uno de los candidatos y el retante escoge con quién se reta, pero a veces esta mecánica ha cambiado. El reto consiste en que los dos retantes interpretarán una copla, cada uno la mitad, acompañados solo por un piano. Tras el reto, el jurado con sus votos será quién decida entre los dos quién se queda en el programa. En fases posteriores del programa, cuando se cierra el casting abierto, los retantes serán dos de los concursantes titulares, quedando eliminado el menos votado por el jurado, hasta llegar a la recta final.
La recta final generalmente se compone de dos galas, una semifinal y una final que casi siempre han tenido la misma mecánica (salvo en la primera edición que sólo hubo una gala final con cinco concursantes y la misma mecánica que finales posteriores, y la octava edición, en que se cambió la mecánica de la semifinal haciendo competir a siete concursantes y eliminando a dos para dejar una final de cinco concursantes como la de la primera edición). En la semifinal, los cinco semifinalistas interpretarán sus canciones, y el más votado entre jurado y público pasaría directamente a la final. El segundo más votado escogería entre los otros tres con quién retarse, y los otros dos se retarían entre sí. Los ganadores de sendos retos pasarían a la final, y los perdedores se disputarían la cuarta plaza con un reto conjunto votado por la audiencia. En la final, los cuatro finalistas interpretarían sus canciones, y el peor clasificado entre jurado y público pasaría forzosamente al primero de los tres retos eliminatorios. Cada concursante tendría para esos retos una lista de canciones escogida por él entre las coplas que interpretó a lo largo de la temporada. El retante forzoso escogería a uno de los demás concursantes para retarse con él, y cada uno de ellos escogería una copla de su lista. Los teléfonos se abrirían durante las dos actuaciones y se cerrarían al término de las mismas. El más votado pasaría al siguiente reto como retante forzoso, y el perdedor quedaría eliminado. Así hasta llegar al último reto, el Gran Reto Final, con la misma mecánica, y cuyo triunfador sería el ganador de la temporada.

## Temporadas
|       | 1     | 22  | 29 de septiembre de 2007  | 23 de febrero de 2008 | Joana Jiménez       | Pive Amador Hilario López Millán Rosario Mohedano |
|       | 2     | 28  | 27 de septiembre de 2008  | 4 de abril de 2009    | Laura Gallego       | Pive Amador Hilario López Millán Sylvia Pantoja |
|       | 3     | 28  | 19 de septiembre de 2009  | 27 de marzo de 2010   | Alejandra Rodríguez | Pive Amador Hilario López Millán María Jiménez Pepe "el Marismeño" |
|       | 4     | 29  | 2 de octubre de 2010      | 16 de abril de 2011   | Fran Doblas         | Pive Amador (2.ª-3.ª fase) Hilario López Millán Marta Quintero Manuel Lombo |
|       | 5     | 38  | 10 de septiembre de 2011  | 16 de junio de 2012   | Jonathan Santiago   | Pive Amador (1.ª-3.ª fase) Hilario López Millán (1.ª-3.ª fase) Alba Molina (1.ª fase) Felipe Conde (1.ª fase) Patricia Vela (2.ª fase) Carlos Vargas (2.ª fase) Joana Jiménez (3.ª fase) Inmaculada Jabato (3.ª fase) |
|       | 6     | 32  | 10 de noviembre de 2012   | 15 de junio de 2013   | María Espinosa      | Pive Amador Inmaculada Jabato Marta Quintero Diego Benjumea |
|       | 7     | 38  | 297 de septiembre de 2013 | 28 de junio de 2014   | Mª Carmen González  | Pive Amador Inmaculada Jabato Araceli Lavado Diego Benjumea |
|       | 8     | 33  | 27 de septiembre de 2014  | 13 de junio de 2015   | Cristian Coto       | Pive Amador (2.ª-3.ª fase) Inmaculada Jabato Raquel Duque Diego Benjumea |
|       | 9     | 25  | 19 de septiembre de 2015  | 9 de abril de 2016    | Alba Gallardo       | Pive Amador (2.ª-3.ª fase) Ana del Río Enrique de Miguel Lucía |
| TOTAL | TOTAL | 273 | 29 de septiembre de 2007  | 9 de abril de 2016    |                     | |

## Jurado
| Pive Amador          |
| Hilario López Millán |
| Rosario Mohedano     |
| Sylvia Pantoja       |
| Pepe "el Marismeño"  |
| María Jiménez        |
| Marta Quintero       |
| Manuel Lombo         |
| Alba Molina          |
| Felipe Conde         |
| Patricia Vela        |
| Carlos Vargas        |
| Joana Jiménez        |
| Inmaculada Jabato    |
| Diego Benjumea       |
| Araceli Lavado       |
| Raquel Duque         |
| Lucía                |
| Ana del Río          |
| Enrique de Miguel    |

## Equipo
Los nombres se registran por orden cronológico de debut, en cada sección, de arriba abajo, del debut más antiguo al más reciente.

### Presentador
Presentador fijo
     Presentador sustituto (en 1 o más galas)
| Edición        | 1         | 2         | 3         | 4         | 5         | 6         | 7         | 8         | 9         |
| Año            | 2007-2008 | 2008-2009 | 2009-2010 | 2010-2011 | 2011-2012 | 2012-2013 | 2013-2014 | 2014-2015 | 2015-2016 |
| -------------- | --------- | --------- | --------- | --------- | --------- | --------- | --------- | --------- | --------- |
| Eva González   |           |           |           |           |           |           |           |           |           |
| Maik Alexandre |           |           |           |           |           |           |           |           |           |

### Co - Presentador
| Presentador     | Profesión         | Duración    | Ediciones  |
| --------------- | ----------------- | ----------- | ---------- |
| Eduardo Bandera | Co - Presentador  | 2007 - 2009 | 1, 2       |
| Jesús Guerrero  | Co - Presentador  | 2009 - 2011 | 3, 4       |
| Juliana López   | Co - Presentadora | 2009 - 2011 | 3, 4       |
| Luis Muñoz      | Co - Presentador  | 2010 - 2012 | 4, 5       |
| Maik Alexandre  | Co - presentador  | 2012 - 2016 | 6, 7, 8, 9 |
| Rocio Arauz     | Co - presentadora | 2015 - 2016 | 9          |

### Investigadores de la opinión del público
| Investigador/a    | Profesión                       | Duración    | Ediciones |
| ----------------- | ------------------------------- | ----------- | --------- |
| Inmaculada Jabato | Portavoz de la audiencia        | 2011 - 2012 | 5         |
| Beatriz Matamoros | Encargada de las redes sociales | 2012 - 2013 | 6         |
| Maik Alexandre    | Encargado de las redes sociales | 2013 - 2015 | 7, 8      |
| Rocio Arauz       | Encargada de las redes sociales | 2015 - 2016 | 9         |

### Otros miembros del equipo
| Ocupación equipo    | Profesión            | Duración                 | Ediciones                   |
| ------------------- | -------------------- | ------------------------ | --------------------------- |
| José Miguel Álvarez | Director de orquesta | 2007 - 2016              | 1, 2, 3, 4 , 5, 6 , 7, 8, 9 |
| Sandra de la Rosa   | Profesora de canto   | 2007 - 2009; 2010 - 2012 | 1, 2, 4, 5                  |
| Marieta Calderón    | Profesora de baile   | 2007 - 2009              | 1, 2                        |
| Pedro Centeno       | Profesor de baile    | 2009 - 2012              | 3, 4, 5                     |
| Juliana López       | Reportera            | 2011 - 2014              | 5, 6 , 7                    |
| Mari Ángeles Marín  | Profesora de canto   | 2012 - 2013              | 6                           |
| Agustín Barajas     | Profesor de baile    | 2012 - 2016              | 6, 7, 8 , 9                 |
| Araceli Lavado      | Profesora de canto   | 2013 - 2014              | 7                           |
| Raquel "La Bruja"   | Profesora de canto   | 2009 - 2010; 2014 - 2016 | 3, 8, 9                     |

### Miembros fijos del jurado
| Jurado                   | Profesión                                | Duración                                   | Ediciones                                                                 |
| ------------------------ | ---------------------------------------- | ------------------------------------------ | ------------------------------------------------------------------------- |
| Pive Amador              | Productor musical                        | 2007 - 2009; 2010; 2011 - 2014; 2015; 2016 | 1, 2, 3, 4 (2.ª, 3.ª fase), 5, 6, 7, 8 (2.ª, 3.ª fase), 9 (2.ª, 3.ª fase) |
| Hilario López Millán     | Periodista, excantante y crítico musical | 2007 - 2012                                | 1, 2, 3, 4, 5                                                             |
| Rosario Mohedano         | Cantante                                 | 2007 - 2008                                | 1                                                                         |
| Sylvia Pantoja           | Cantante                                 | 2008 - 2009                                | 2                                                                         |
| Pepe "el Marismeño"      | Cantante                                 | 2009 - 2010                                | 3                                                                         |
| María Jiménez            | Cantante                                 | 2009 - 2010                                | 3                                                                         |
| Marta Quintero           | Cantante                                 | 2010-2011; 2012-2013                       | 4, 6                                                                      |
| Manuel Lombo             | Cantante                                 | 2010 - 2011                                | 4                                                                         |
| Alba Molina              | Cantante                                 | 2011 - 2012 (1.ª fase)                     | 5                                                                         |
| Felipe Conde             | Cantante                                 | 2011 - 2012 (1.ª fase)                     | 5                                                                         |
| Patricia Vela            | Cantante                                 | 2012 (2.ª fase)                            | 5                                                                         |
| Carlos Vargas            | Cantante                                 | 2012 (2.ª fase)                            | 5                                                                         |
| Joana Jiménez            | Cantante                                 | 2012 (3.ª fase)                            | 5                                                                         |
| Inmaculada Jabato        | Periodista                               | 2012 - 2015 (2012 sólo 3.ª fase)           | 5, 6, 7, 8                                                                |
| Diego Benjumea           | Cantante                                 | 2012 - 2015                                | 6, 7, 8                                                                   |
| José Miguel Álvarez      | Músico                                   | 2013 (sólo en caso de empate en el reto)   | 6                                                                         |
| Araceli Lavado           | Cantante y actriz de doblaje             | 2013 - 2014                                | 7                                                                         |
| Raquel Duque, "La Bruja" | Cantante                                 | 2014 - 2015                                | 8                                                                         |
| Lucía                    | Cantante                                 | 2015 - 2016                                | 9                                                                         |
| Ana del Río              | Cantante                                 | 2015 - 2016                                | 9                                                                         |
| Enrique de Miguel        | Periodista                               | 2015 - 2016                                | 9                                                                         |

## Concursantes en la fase final
En la siguiente tabla se incluyen únicamente aquellos concursantes que estuvieron físicamente presentes en la fase final del programa (no debe confundirse con la gala final) en sus distintas temporadas, y se excluye a los eliminados en fases anteriores del concurso.
| Edición          | Fecha     | Ganador               | Segundo puesto            | Tercer puesto      | Cuarto puesto       | Quinto puesto      | Sexto puesto               |
| ---------------- | --------- | --------------------- | ------------------------- | ------------------ | ------------------- | ------------------ | -------------------------- |
| Se llama copla 1 | 2007-2008 | Joana Jiménez         | Antonio Cortés            | Erika Leiva        | Rosa Marín          | María Lozano       | Maite Moreno               |
| Se llama copla 2 | 2008-2009 | Laura Gallego         | Sandra Cabrera            | Miriam Domínguez   | Miguel Ángel Palma  | Inma del Río       | Gloria Romero              |
| Se llama copla 3 | 2009-2010 | Alejandra Rodríguez   | Sandra Arco               | Paco Quintana      | Nazaret Compaz      | Verónica Carmona   | Álvaro López               |
| Se llama copla 4 | 2010-2011 | Fran Doblas           | Anaraida Sánchez          | Álvaro Vizcaíno    | Verónica Rojas      | Álvaro Hernández   | Patricia del Río           |
| Se llama copla 5 | 2011-2012 | Jonathan Santiago     | Álvaro Díaz               | Inmaculada Herves  | Inés Robles         | Cintia Merino      | Manuel Cribaño             |
| Se llama copla 6 | 2012-2013 | María Espinosa        | Carolina Caparrós         | Álvaro Montes      | Ismael Carmona      | Francisco Miralles | Kimera Fernández           |
| Se llama copla 7 | 2013-2014 | Mª Carmen González    | Sergio Díaz               | Isabel Mª Rico     | Naomi de los Santos | Ismael Rodríguez   | Carmen Ramos               |
| Se llama copla 8 | 2014-2015 | Cristian Coto         | Francisco Javier Guarnido | Lola Montiel       | Toñi Ronquillo      | Rocío González     | Tomás Rivera               |
| Se llama copla 9 | 2015-2016 | Alba Gallardo         | Ana González              | Ana Martínez       | Antonio Jesús Plaza | Luna García        | Paqui Gálvez               |
| Edición          | Fecha     | Séptimo puesto        | Octavo puesto             | Noveno puesto      | Décimo puesto       | Undécimo puesto    | Descalificados / Abandonos |
| Se llama copla 1 | 2007-2008 | Mari Carmen Abad      | Gema Carrasco             | Mari Ángeles Marín | Juan Calero         | Joaquin Sáez       | No hubo                    |
| Se llama copla 2 | 2008-2009 | Nicolás García        | Cristina Romera           | Rocío Guerra       | Jonas Campos        | Sergio Pérez       | Álvaro Rey                 |
| Se llama copla 3 | 2009-2010 | Laura María Larrea    | Abraham Ruiz              | Raquel Peña        | Juan Carlos Mata    | Mercedes Ríos      | No hubo                    |
| Se llama copla 4 | 2010-2011 | Isabel María Geniz    | Mila Balsera              | Juan Jesus Serrano | Juanma Jerez        | No hubo            | No hubo                    |
| Se llama copla 5 | 2011-2012 | Álvaro Rey            | Nazaret Marcos            | Ana María Morales  | No hubo             | No hubo            | Ana Pilar Corral           |
| Se llama copla 6 | 2012-2013 | María Antonia Tenorio | Elena Romera              | Rocío González     | No hubo             | No hubo            | Jesús González             |
| Se llama copla 7 | 2013-2014 | Rocío Recio           | Eli Silva                 | No hubo            | No hubo             | No hubo            | No hubo                    |
| Se llama copla 8 | 2014-2015 | Ana M.ª Bernal        | Anabel Collado            | Mireya Bravo       | Beatriz Leva        | No hubo            | Por determinar             |
| Se llama copla 9 | 2015-2016 | Ernesto Castells      | Carmen Mª Carmona         | Por determinar     | Por determinar      | Por determinar     | Por determinar             |

## Ediciones

### 1.ª edición 2007-2008
29 de septiembre de 2007 - 23 de febrero de 2008.  
| #  | Concursante      | Lugar de origen                                      | Duración (en días) | Duración (en días) | Duración (en días) | Información                                 |
| #  | Concursante      | Lugar de origen                                      | 1.ª Fase           | 2.ª Fase           | Total              | Información                                 |
| -- | ---------------- | ---------------------------------------------------- | ------------------ | ------------------ | ------------------ | ------------------------------------------- |
| 1  | Joana Jiménez    | Sevilla                                              | 98                 | 49                 | 147                | Ganadora / (67,0%) (65,0%) (54,0%) (51,0%)  |
| 2  | Antonio Cortés   | Bucarest, Rumanía Nerja, Málaga                      | 112                | 49                 | 161                | 2.º finalista / (49,0%)                     |
| 3  | Erika Leiva      | Tarragona, Cataluña La Línea de la Concepción, Cádiz | 112                | 49                 | 161                | 3.ª finalista / (46,0%)                     |
| 4  | Rosa Marín       | Utrera, Sevilla                                      | 112                | 49                 | 161                | 4.ª finalista / (35,0%)                     |
| 5  | María Lozano     | Málaga                                               | 112                | 49                 | 161                | 5.ª finalista / (33,0%)                     |
| 6  | Maite Moreno     | Algeciras, Cádiz                                     | 112                | 42                 | 154                | 6.ª clasificada                             |
| 7  | Mª Carmen Abad   | Córdoba                                              | 28                 | 35                 | 63                 | 4.ª expulsada / Repescada / 7.ª clasificada |
| 8  | Gema Carrasco    | El Viso, Córdoba                                     | 112                | 28                 | 140                | 8.ª clasificada                             |
| 9  | Mª Ángeles Marin | San Fernando, Cádiz                                  | 21                 | 21                 | 42                 | 9.ª clasificada                             |
| 10 | Juan Calero      | Villa del Río, Córdoba                               | 70                 | 14                 | 84                 | 10.º clasificado                            |
| 11 | Joaquin Sáez     | Córdoba                                              | 112                | 7                  | 119                | 11.º clasificado                            |
| 12 | Patricia García  | Tocina, Sevilla                                      | 14                 | 0                  | 14                 | 6.ª expulsada                               |
| 13 | Mª Ángeles Pérez | Huelva                                               | 7                  | 0                  | 7                  | 5.ª expulsada                               |
| 14 | Carmen Cinta     | Huelva                                               | 42                 | 0                  | 42                 | 3.ª expulsada                               |
| 15 | Paqui Torres     | Córdoba                                              | 28                 | 0                  | 28                 | 2.ª expulsada                               |
| 16 | Rosa María Luján | Lorca, Murcia                                        | 14                 | 0                  | 14                 | 1.ª expulsada / Abandono                    |

1. ↑  Antonio Cortés nació en Rumanía, pero fue adoptado por una familia de Nerja donde pasó toda su infancia.
2. ↑  Erika Leiva nació en Tarragona, aunque su familia se encontraba allí únicamente por motivos laborales, y pasó toda su infancia en Cádiz.

### 2.ª edición 2008-2009
27 de septiembre de 2008 - 4 de abril de 2009. 
| #  | Concursante        | Lugar de origen                          | Duración (en días) | Duración (en días) | Duración (en días) | Información                                                     |
| #  | Concursante        | Lugar de origen                          | 1.ª Fase           | 2.ª Fase           | Total              | Información                                                     |
| -- | ------------------ | ---------------------------------------- | ------------------ | ------------------ | ------------------ | --------------------------------------------------------------- |
| 1  | Laura Gallego      | Jerez de la Frontera, Cádiz Algar, Cádiz | 140                | 56                 | 196                | Ganadora / (64,0%) (67,0%)                                      |
| 2  | Sandra Cabrera     | La Línea de la Concepción, Cádiz         | 140                | 56                 | 196                | 2.ª finalista / (33,0%)                                         |
| 3  | Miriam Domínguez   | La Línea de la Concepción, Cádiz         | 70                 | 56                 | 126                | 3.ª finalista / (58,0%) (36,0%)                                 |
| 4  | Miguel Ángel Palma | Almendral de Zafarralla, Granada         | 140                | 56                 | 196                | 4.º finalista / (42,0%)                                         |
| 5  | Inma García        | Palma del Río, Córdoba                   | 91                 | 49                 | 140                | 5.ª clasificada / semifinalista / (42,0%)                       |
| 6  | Gloria Romero      | Villanueva del Duque, Córdoba            | 126                | 42                 | 168                | 6.ª clasificada                                                 |
| 7  | Nicolás García     | El Puerto de Santa María, Cádiz          | 140                | 35                 | 175                | 7.º clasificado                                                 |
| 8  | Cristina Romera    | Beas de Segura, Jaén                     | 105                | 28                 | 133                | 6.ª expulsada / Perdedora Repesca / Repescada / 8.ª clasificada |
| 9  | Rocío Guerra       | Dos Hermanas, Sevilla                    | 140                | 21                 | 161                | 9.ª clasificada                                                 |
| 10 | Jonás Campos       | La Rinconada, Sevilla                    | 140                | 14                 | 154                | 10.º clasificado                                                |
| 11 | Sergio Pérez       | Vélez-Málaga, Málaga                     | 7                  | 7                  | 14                 | 11.º clasificado                                                |
| 12 | Álvaro Cordero     | Sevilla                                  | 0                  | 1                  | 1                  | Ganador Repesca / Abandono voluntario                           |
| 13 | Miriam Fontalba    | San Roque, Cádiz                         | 14                 | 0                  | 14                 | 7.ª expulsada                                                   |
| 14 | Lidia Prada        | El Rubio, Sevilla                        | 7                  | 0                  | 7                  | 5.ª expulsada                                                   |
| 15 | María Luisa España | Córdoba                                  | 35                 | 0                  | 35                 | 4.ª expulsada                                                   |
| 16 | Sara de la Cruz    | San Fernando, Cádiz                      | 56                 | 0                  | 56                 | 3.ª expulsada                                                   |
| 17 | Almudena Domínguez | Huelva                                   | 28                 | 0                  | 28                 | 2.ª expulsada                                                   |
| 18 | Antonia Gómez      | Carmona, Sevilla                         | 14                 | 0                  | 14                 | 1.ª expulsada                                                   |

1. ↑  Laura Gallego nació en Jerez de la Frontera, aunque pasó la mayor parte de su vida en Algar.

Se llama 2009 Artistas: Melody, Ainhoa Arteta, Los Chichos, Bertín Osborne, Sergio Contreras, Las Supremas de Móstoles, Antonio Romero, Iguana Tango, Belén Arjona, Pablo Perea, Decai, Innocence, Pastora Soler, Chipper, Son de Sol, Sergio Dalma, Son Tabú, Javier Estrada, Banghra, Gala Évora, David Bustamante, La Sonrisa de Julia, Beatriz Luengo, OBK, Vila, David Ascanio y Greta.

### 3.ª edición 2009-2010
19 de septiembre de 2009 - 27 de marzo de 2010.
| #  | Concursante          | Lugar de origen                       | Duración (en días) | Duración (en días) | Duración (en días) | Información                                 |
| #  | Concursante          | Lugar de origen                       | 1.ª Fase           | 2.ª Fase           | Total              | Información                                 |
| -- | -------------------- | ------------------------------------- | ------------------ | ------------------ | ------------------ | ------------------------------------------- |
| 1  | Alejandra Rodríguez  | Chiclana de la Frontera, Cádiz        | 140                | 56                 | 196                | Ganadora / (56,67%)                         |
| 2  | Sandra Arco          | Jaén                                  | 126                | 56                 | 182                | 2.ª finalista / (76,90%) (51,06%) (43,33%)  |
| 3  | Paco Quintana        | Algeciras, Cádiz                      | 91                 | 56                 | 147                | 3.er finalista / (48,94%)                   |
| 4  | Nazaret Compaz       | Ceuta                                 | 21                 | 56                 | 77                 | 4.ª finalista / (23,10%)                    |
| 5  | Verónica Carmona     | Granada                               | 56                 | 49                 | 105                | 5.ª semifinalista / (27,58%)                |
| 6  | Álvaro López         | Sevilla                               | 140                | 42                 | 182                | 6.º clasificado                             |
| 7  | Laura María Larrea   | Córdoba                               | 140                | 35                 | 175                | 7.ª clasificada                             |
| 8  | Abraham Ruíz         | Madrid Chiclana de la Frontera, Cádiz | 70                 | 28                 | 98                 | 5.º expulsado / Repescado / 8.º clasificado |
| 9  | Raquel Peña          | Alcalá de Guadaira, Sevilla           | 7                  | 21                 | 28                 | 9.ª clasificada                             |
| 10 | Juan Carlos Mata     | Cádiz                                 | 133                | 14                 | 147                | 10.º clasificado                            |
| 11 | Mercedes Ríos        | Algeciras, Cádiz                      | 133                | 7                  | 140                | 11.ª clasificada                            |
| 12 | Mª Ángeles Fernández | Córdoba                               | 49                 | 0                  | 49                 | 8.ª expulsada                               |
| 13 | Selene Molina        | Málaga                                | 119                | 0                  | 119                | 7.ª expulsada                               |
| 14 | Inmaculada Paniagua  | La Puebla de Cazalla, Sevilla         | 28                 | 0                  | 28                 | 6.ª expulsada                               |
| 15 | Mayka García         | Córdoba                               | 56                 | 0                  | 56                 | 4.ª expulsada                               |
| 16 | María Jesús Durán    | Sevilla                               | 28                 | 0                  | 28                 | 3.ª expulsada                               |
| 17 | Carolina Barroso     | Sevilla                               | 28                 | 0                  | 28                 | 2.ª expulsada                               |
| 18 | Miriam Jaén          | Jerez de la Frontera, Cádiz           | 14                 | 0                  | 14                 | 1.ª expulsada                               |

1. ↑  Abraham Garcia nació en Madrid, aunque pasó la mayor parte de su vida en Chiclana de la Frontera.

Se llama 2010 Artistas: Miguel Poveda, Diego Benjumea, Patricia Vela, Diana Navarro, Nuria Fergó, Dolores Abril, María Gracia, Juan Antonio Valderrama, Tamara, India Martínez, Marina Heredia, Falete, Lorena Gómez, Eva Santamaría, David Civera, Carmen Linares, Rosa López, Marta Quintero, Carlos Vargas, Manuel Lombo, Pansequito, Los del Río, Clara Montes, Argentina, Encarnita Polo, Peret, Karina y Pastora Soler

### 4.ª edición 2010-2011
2 de octubre de 2010 - 16 de abril de 2011.
| #  | Concursante        | Lugar de origen                  | Duración (en días) | Duración (en días) | Duración (en días) | Duración (en días) | Información                                    |
| #  | Concursante        | Lugar de origen                  | 1.ª Fase           | 2.ª Fase           | 3.ª Fase           | Total              | Información                                    |
| -- | ------------------ | -------------------------------- | ------------------ | ------------------ | ------------------ | ------------------ | ---------------------------------------------- |
| 1  | Fran Doblas        | La Luisiana, Sevilla             | 84                 | 21                 | 49                 | 154                | 5.º expulsado / Repescado / Ganador / (52,78%) |
| 2  | Anaraida Sánchez   | La Línea de la Concepción, Cádiz | 112                | 42                 | 49                 | 203                | 2.ª finalista / (51,23%) (47,22%)              |
| 3  | Álvaro Vizcaíno    | Córdoba                          | 112                | 42                 | 49                 | 203                | 3.er finalista / (50,62%) (48,77%)             |
| 4  | Verónica Rojas     | San Roque, Cádiz                 | 112                | 42                 | 49                 | 203                | 4.ª finalista / (49,38%)                       |
| 5  | Álvaro Hernández   | Sevilla                          | 35                 | 42                 | 42                 | 119                | 5.º semifinalista / (37,38%)                   |
| 6  | Patricia del Río   | Sevilla                          | 91                 | 42                 | 35                 | 168                | 6.ª clasificada                                |
| 7  | Isabel María Geniz | La Algaba, Sevilla               | 84                 | 42                 | 28                 | 154                | 7.ª clasificada                                |
| 8  | Mila Balsera       | Cazalla de la Sierra, Sevilla    | 49                 | 42                 | 21                 | 112                | 8.ª clasificada                                |
| 9  | Juan Jesús Serrano | Alhaurín de la Torre, Málaga     | 7                  | 42                 | 14                 | 63                 | 9.º clasificado                                |
| 10 | Juanma Jerez       | Málaga                           | 63                 | 42                 | 7                  | 112                | 10.º clasificado                               |
| 11 | Remedios Castro    | Córdoba                          | 105                | 21                 | 0                  | 126                | 7.ª expulsada                                  |
| 12 | Inmaculada García  | Málaga                           | 105                | 0                  | 0                  | 105                | 6.ª expulsada                                  |
| 13 | Rocío Navarro      | Jerez de la Frontera, Cádiz      | 14                 | 0                  | 0                  | 14                 | 4.ª expulsada                                  |
| 14 | Mario Fernández    | La Línea de la Concepción, Cádiz | 49                 | 0                  | 0                  | 49                 | 3.er expulsado                                 |
| 15 | María José Aguilar | Coria del Río, Sevilla           | 35                 | 0                  | 0                  | 35                 | Abandono voluntario                            |
| 16 | Mariló Ruiz        | Málaga                           | 28                 | 0                  | 0                  | 28                 | 2.ª expulsada                                  |
| 17 | Marisol Delgado    | Peligros, Granada                | 21                 | 0                  | 0                  | 21                 | 1.ª expulsada                                  |

Se llama 2011 Artistas: Raúl, Fondo Flamenco, Abraham Mateo, David DeMaría, Marta Sánchez, Tamara, Sergio Dalma, El sueño de Morfeo, David Ascanio, Alejandro Fernández, Merche, David Civera, Miguel Bosé, Belén Arjona, Luis Fonsi, Efecto Mariposa, Natalia, Hugo Salazar, David Bisbal, Iguana Tango, Pastora Soler, Guaraná, Antonio José, Gisela, La Sonrisa de Julia, Álex Ubago, Manuel Carrasco, Miranda Warning, Rosa López, David Bustamante, Nuria Fergó y Santa Fe

### 5.ª edición 2011-2012
10 de septiembre de 2011 - 16 de junio de 2012. 
| #  | Concursante           | Lugar de origen                   | Duración (en días) | Duración (en días) | Duración (en días) | Duración (en días) | Información                                                          |
| #  | Concursante           | Lugar de origen                   | 1.ª fase           | 2.ª fase           | 3.ª fase           | Total              | Información                                                          |
| -- | --------------------- | --------------------------------- | ------------------ | ------------------ | ------------------ | ------------------ | -------------------------------------------------------------------- |
| 1  | Jonathan Santiago     | La Línea de la Concepción, Cádiz  | 141                | 0                  | 42                 | 183                | Ganador / (79,77%) (50,35%)                                          |
| 2  | Álvaro Díaz           | Bollullos Par del Condado, Huelva | 141                | 0                  | 42                 | 183                | 2.º finalista / (49,65%)                                             |
| 3  | Inmaculada Herves     | Huelva                            | 0                  | 77                 | 42                 | 119                | 3.ª finalista / (81,77%) (20,23%)                                    |
| 4  | Inés Robles           | Jaén                              | 42                 | 0                  | 42                 | 84                 | 12.ª expulsada / 4.ª finalista / (18,23%)                            |
| 5  | Cintia Merino         | Sanlúcar de Barrameda, Cádiz      | 141                | 0                  | 35                 | 176                | 5.ª semifinalista / (18,35%)                                         |
| 6  | Manuel Cribaño        | Peñaflor, Sevilla                 | 0                  | 84                 | 28                 | 112                | 6.º clasificado                                                      |
| 7  | Álvaro Cordero        | Sevilla                           | 0                  | 84                 | 21                 | 105                | 7.º clasificado                                                      |
| 8  | Nazaret Marcos        | Ogíjares, Granada                 | 0                  | 84                 | 14                 | 98                 | 8.ª clasificada                                                      |
| 9  | Ana María Morales     | Torremolinos, Málaga              | 71                 | 0                  | 7                  | 78                 | 9.ª clasificada                                                      |
| 10 | Ana Pilar Corral      | Úbeda, Jaén                       | 64                 | 90                 | 35                 | 189                | 4.ª expulsada / Repescada / Finalista directa / Abandono en la final |
| 11 | Selina del Río        | Córdoba                           | 141                | 0                  | 0                  | 141                | Finalista de mayo / Abandono forzado                                 |
| 12 | Triana Muñoz          | La Línea de la Concepción, Cádiz  | 56                 | 0                  | 0                  | 56                 | 23.ª expulsada                                                       |
| 13 | Tamara Beardo         | Cádiz                             | 70                 | 0                  | 0                  | 70                 | 22.ª expulsada                                                       |
| 14 | María José Heredia    | Cádiz                             | 0                  | 21                 | 0                  | 21                 | 21.ª expulsada                                                       |
| 15 | Juan Francisco Curado | El Coronil, Sevilla               | 141                | 62                 | 0                  | 203                | 13.er expulsado / Repescado / 20.º expulsado                         |
| 16 | Carmelo Gutiérrez     | La Línea de la Concepción, Cádiz  | 0                  | 56                 | 0                  | 56                 | 19.º expulsada                                                       |
| 17 | Rafael Ruz            | Córdoba                           | 0                  | 7                  | 0                  | 7                  | 18.º expulsada                                                       |
| 18 | Rosario Ariza         | Córdoba                           | 0                  | 7                  | 0                  | 7                  | 17.ª expulsada                                                       |
| 19 | Óscar Calderón        | Olivares, Sevilla                 | 0                  | 35                 | 0                  | 35                 | 16.º expulsado                                                       |
| 20 | Eva María Hierro      | Puerto de Santa María, Cádiz      | 0                  | 28                 | 0                  | 28                 | 15.ª expulsada                                                       |
| 21 | Sofía Sánchez         | Cádiz                             | 0                  | 1                  | 0                  | 1                  | 14.ª expulsada                                                       |
| 22 | Raquel Zapico         | Sevilla                           | 48                 | 0                  | 0                  | 48                 | 11.ª expulsada                                                       |
| 23 | Macarena Soto         | Torremolinos, Málaga              | 98                 | 0                  | 0                  | 98                 | 10.ª expulsada                                                       |
| 24 | María Carmona         | Córdoba                           | 48                 | 0                  | 0                  | 48                 | 9.ª expulsada                                                        |
| 25 | Fernando Reinoso      | Granada                           | 28                 | 0                  | 0                  | 28                 | 8.º expulsado                                                        |
| 26 | Cristina Serrano      | Córdoba                           | 48                 | 0                  | 0                  | 48                 | 7.ª expulsada                                                        |
| 27 | Mari Carmen Molina    | Algeciras, Cádiz                  | 70                 | 0                  | 0                  | 70                 | 6.ª expulsada                                                        |
| 28 | Rocío Peláez          | Málaga                            | 63                 | 0                  | 0                  | 63                 | 5.ª expulsada                                                        |
| 29 | Juan Antonio González | La Luisiana, Sevilla              | 28                 | 0                  | 0                  | 28                 | 3.er expulsado                                                       |
| 30 | Macarena Giráldez     | Sevilla                           | 14                 | 0                  | 0                  | 14                 | 2.ª expulsada                                                        |
| 31 | Jessica López         | Dos Hermanas, Sevilla             | 7                  | 0                  | 0                  | 7                  | 1.ª expulsada                                                        |

Se llama 2012 Artistas: Fangoria, Pablo Alborán, Rosana, Dúo Dinámico, Carlos Baute, David Bisbal, Miguel Bosé, David Bustamante, María del Monte, Il Divo, Estopa, Hombres G, Amaia Montero, Maldita Nerea, Laura Pausini, Pitingo, Pastora Soler, Marta Sánchez, Ana Torroja y Pasión Vega

### 6.ª edición 2012-2013
10 de noviembre de 2012 - 15 de junio de 2013.
| #  | Concursante           | Lugar de origen                   | Duración (en días) | Duración (en días) | Duración (en días) | Información                                                                                      |
| #  | Concursante           | Lugar de origen                   | 1.ª Fase           | 2.ª Fase           | Total              | Información                                                                                      |
| -- | --------------------- | --------------------------------- | ------------------ | ------------------ | ------------------ | ------------------------------------------------------------------------------------------------ |
| 1  | María Espinosa        | Constantina, Sevilla              | 168                | 49                 | 217                | Ganadora (64,05%)                                                                                |
| 2  | Carolina Caparrós     | La Carlota, Córdoba               | 168                | 49                 | 217                | 2.ª finalista (55,73%) / (52,75%) / (35,95%)                                                     |
| 3  | Álvaro Montes         | Trebujena, Cádiz                  | 133                | 49                 | 182                | 3.er finalista (47,25%)                                                                          |
| 4  | Ismael Carmona        | La Roda de Andalucía, Sevilla     | 98                 | 49                 | 147                | 4.º finalista (60,44%) / (44,27%)                                                                |
| 5  | Francisco Miralles    | Almería                           | 168                | 42                 | 210                | 5.º clasificado / Semifinalista (39,56%)                                                         |
| 6  | Kimera Fernández      | La Línea de la Concepción, Cádiz  | 63                 | 28                 | 91                 | 6.ª clasificada / 11.ª expulsada / repescada                                                     |
| 7  | María Antonia Tenorio | Sevilla                           | 161                | 21                 | 182                | 7.ª clasificada                                                                                  |
| 8  | Elena Romera          | Granada                           | 42                 | 14                 | 56                 | 8.ª clasificada                                                                                  |
| 9  | Rocío González        | Sevilla                           | 28                 | 7                  | 35                 | 9.ª clasificada                                                                                  |
| 10 | Jesús González        | Alcalá del Valle, Cádiz           | 35                 | 0                  | 175                | Abandono voluntario por un accidente de tráfico / Regresó como concursante en la séptima edición |
| 11 | Álvaro Camacho        | Almonte, Huelva                   | 133                | 0                  | 133                | 10.º expulsado                                                                                   |
| 12 | Rocío Silva           | Sevilla                           | 14                 | 0                  | 14                 | 9.ª expulsada                                                                                    |
| 13 | May Vargas            | La Línea de la Concepción, Cádiz  | 21                 | 0                  | 21                 | 8.ª expulsada                                                                                    |
| 14 | Mónica Vargas         | El Puerto de Santa María, Cádiz   | 77                 | 0                  | 77                 | 7.ª expulsada                                                                                    |
| 15 | Sonia Blanca          | Torre del Campo, Jaén             | 35                 | 0                  | 35                 | 6.ª expulsada                                                                                    |
| 16 | Anabel Collado        | Atarfe, Granada                   | 42                 | 0                  | 42                 | 5.ª expulsada / Repescada en la octava edición                                                   |
| 17 | Elena de Carmen       | Bollullos Par del Condado, Huelva | 42                 | 0                  | 42                 | 4.ª expulsada                                                                                    |
| 18 | Macarena Sánchez      | Sevilla                           | 21                 | 0                  | 21                 | 3.ª expulsada                                                                                    |
| 19 | Mª Ángeles López      | Huelva                            | 28                 | 0                  | 28                 | 2.ª expulsada                                                                                    |
| 20 | Pedro Moreno          | Jerez de la Frontera, Cádiz       | 7                  | 0                  | 7                  | 1.er expulsado                                                                                   |

### 7.ª edición 2013-2014
7 de septiembre de 2013 - 28 de junio de 2014
| #  | Concursante           | Lugar de origen                | Duración (en días) | Duración (en días) | Duración (en días) | Duración (en días) | Información |
| #  | Concursante           | Lugar de origen                | 1.ª Fase           | 2.ª Fase           | 3.ª Fase           | Total              | Información |
| -- | --------------------- | ------------------------------ | ------------------ | ------------------ | ------------------ | ------------------ | --- |
| 1  | Mª Carmen González    | Cartaya, Huelva                | 155                | 63                 | 35                 | 253                | 13.ª expulsada / Regresó en la 2.ª fase / Clasificada desde la 2.ª fase / Ganadora (71,22%)                        |
| 2  | Sergio Díaz           | Lora del Río, Sevilla          | 169                | 0                  | 35                 | 204                | Clasificado desde la 1.ª fase / 2.º clasificado / Finalista (50,45%) (28,78%)                                      |
| 3  | Isabel Mª Rico        | Málaga                         | 169                | 0                  | 35                 | 204                | Clasificada desde la 1.ª fase / 3.ª clasificada / Finalista (57,59%) (49,55%)                                      |
| 4  | Naomi de los Santos   | Algeciras, Cádiz               | 169                | 0                  | 35                 | 204                | Clasificada desde la 1.ª fase / 4.ª clasificada / Finalista (42,41%)                                               |
| 5  | Ismael Rodríguez      | Diezma, Granada                | 169                | 63                 | 35                 | 267                | 15.º expulsado / Regresó en la 2.ª fase / Clasificado desde la 2.ª fase / 5.º clasificado / Semifinalista (48,22%) |
| 6  | Carmen Ramos          | Málaga                         | 105                | 0                  | 21                 | 126                | 7.ª expulsada / Repescada / Clasificada desde la 1.ª fase / 6.ª clasificada                                        |
| 7  | Rocío Recio           | La Puebla de Cazalla, Sevilla  | 42                 | 63                 | 14                 | 119                | 14.ª expulsada / Regresó en la 2.ª fase / Clasificada desde la 2.ª fase / 7.ª clasificada                          |
| 8  | Eli Silva             | Tomares, Sevilla               | 0                  | 49                 | 7                  | 56                 | Clasificada desde la 2.ª fase / 8.ª clasificada                                                                    |
| 9  | Jesús González        | Alcalá del Valle, Cádiz        | 0                  | 63                 | 0                  | 63                 | Regresó repescado desde la sexta edición / 25.º expulsado                                                          |
| 10 | Rosa Mª Miranda       | Córdoba                        | 0                  | 35                 | 0                  | 35                 | 16.ª expulsada / Repescada / 24.ª expulsada                                                                        |
| 11 | Sandra Acal           | Gelves, Sevilla                | 119                | 56                 | 0                  | 175                | 11.ª expulsada / Regresó en la 2.ª fase / 23.ª expulsada                                                           |
| 12 | Santiago Meral        | Iznalloz, Granada              | 0                  | 28                 | 0                  | 28                 | 22.º expulsado |
| 13 | Araceli Campillos     | Lucena, Córdoba                | 0                  | 49                 | 0                  | 49                 | 21.ª expulsada |
| 14 | Susana Romero         | Veger de la Frontera, Cádiz    | 0                  | 28                 | 0                  | 28                 | 20.ª expulsada |
| 15 | Nazaret Natera        | Chiclana de la Frontera, Cádiz | 0                  | 42                 | 0                  | 42                 | 19.ª expulsada |
| 16 | Carlos Manuel Álvarez | Sanlúcar de Barrameda, Cádiz   | 0                  | 28                 | 0                  | 28                 | 18.º expulsado |
| 17 | Azahara Urbano        | Córdoba                        | 0                  | 21                 | 0                  | 21                 | 17.ª expulsada |
| 18 | Raúl Aragón           | Chiclana de la Frontera, Cádiz | 105                | 0                  | 0                  | 105                | 12.º expulsado |
| 19 | Joana Santos          | Sevilla                        | 28                 | 0                  | 0                  | 28                 | 10.ª expulsada |
| 20 | Eugenia Sánchez       | Villanueva de Córdoba, Córdoba | 120                | 0                  | 0                  | 120                | 9.ª expulsada |
| 21 | Lola Vega             | Trebujena, Cádiz               | 106                | 0                  | 0                  | 106                | 8.ª expulsada |
| 22 | Mary Vico             | Gorafe, Granada                | 35                 | 0                  | 0                  | 35                 | 6.ª expulsada / Regresó como concursante en la octava edición.                                                     |
| 23 | Jesús Aguilera        | San Roque, Cádiz               | 21                 | 0                  | 0                  | 21                 | 5.º expulsado |
| 24 | Mª José Romero        | Córdoba                        | 29                 | 0                  | 0                  | 29                 | 4.ª expulsada |
| 25 | Amara Tempa           | Málaga                         | 22                 | 0                  | 0                  | 22                 | 3.ª expulsada |
| 26 | María González        | San Fernando, Cádiz            | 15                 | 0                  | 0                  | 15                 | 2.ª expulsada |
| 27 | Antonio Poceiro       | Tomares, Sevilla               | 1                  | 0                  | 0                  | 1                  | 1.er expulsado |

### 8.ª edición 2014-2015
27 de septiembre de 2014 - 13 de junio de 2015
| #  | Concursante               | Lugar de origen                  | Duración (en días) | Duración (en días) | Duración (en días) | Duración (en días) | Información |
| #  | Concursante               | Lugar de origen                  | 1.ª Fase           | 2.ª Fase           | 3.ª Fase           | Total              | Información |
| -- | ------------------------- | -------------------------------- | ------------------ | ------------------ | ------------------ | ------------------ | --- |
| 1  | Cristian Coto             | Lebrija, Sevilla                 | 169                | 21                 | 42                 | 232                | Ganador (59,19%) (54,46%)                                                                                          |
| 2  | Francisco Javier Guarnido | Villaverde del Río, Sevilla      | 169                | 21                 | 42                 | 232                | 2.º clasificado / Finalista (45,54%)                                                                               |
| 3  | Lola Montiel              | Sevilla                          | 169                | 21                 | 42                 | 232                | 3.ª clasificada / Finalista (64,73%) (40,81%)                                                                      |
| 4  | Toñi Ronquillo            | Bailén, Jaén                     | 169                | 21                 | 42                 | 232                | 4.ª clasificada / Finalista (54,71%) (35,27%)                                                                      |
| 5  | Rocío González            | La Línea de la Concepción, Cádiz | 169                | 21                 | 42                 | 232                | 5.ª clasificada / Finalista (45,29%)                                                                               |
| 6  | Tomás Rivera              | Marbella, Málaga                 | 127                | 21                 | 35                 | 183                | 6.º expulsado / Repescado / 6.º clasificado / Semifinalista                                                        |
| 7  | Ana M.ª Bernal            | Huelva                           | 169                | 21                 | 35                 | 225                | 3.ª expulsada (expulsión múltiple) / Repescada / 7.ª clasificada / Semifinalista                                   |
| 8  | Anabel Collado            | Atarfe, Granada                  | 42                 | 21                 | 28                 | 91                 | Repescada de la 6.ª edición / 8.ª clasificada                                                                      |
| 9  | Mireya Bravo              | Alhaurín de la Torre, Málaga     | 169                | 14                 | 21                 | 204                | 3.ª expulsada (exp. múlt.) / Repescada / 9.ª expulsada por enfermedad / Repescada en la 2.ª fase / 9.ª Clasificada |
| 10 | Beatriz Leva              | Castro del Río, Córdoba          | 92                 | 21                 | 14                 | 127                | Debutante gracias a la primera repesca / 10.ª Clasificada                                                          |
| 11 | Joana Santos              | Sevilla                          | 21                 | 1                  | 0                  | 22                 | Respecada de la 7.ª edición / 8.ª expulsada / Repescada en la 2.ª fase / 11.ª expulsada                            |
| 12 | Mary Vico                 | Gorafe, Granada                  | 42                 | 14                 | 0                  | 56                 | Repescada de la 7.ª edición / 7.ª expulsada / Regresó reemplazando a Mireya Bravo / 10.ª expulsada                 |
| 13 | Maribel Fernández         | Mijas, Málaga                    | 21                 | 0                  | 0                  | 21                 | 5.ª expulsada |
| 14 | Isabel Mª Gómez           | Écija, Sevilla                   | 71                 | 0                  | 0                  | 71                 | 3.ª expulsada (expulsión múltiple) / Repescada / 4.ª expulsada                                                     |
| 15 | Ana M.ª Gil               | Guillena, Sevilla                | 28                 | 0                  | 0                  | 28                 | 3.ª expulsada (expulsión múltiple)                                                                                 |
| 16 | Yolanda Ravés             | Castilleja de la Cuesta, Sevilla | 14                 | 0                  | 0                  | 14                 | 2.ª expulsada |
| 17 | Antonio Domínguez         | Dos Hermanas, Sevilla            | 22                 | 0                  | 0                  | 22                 | 1.er expulsado |

### 9.ª edición 2015-2016
19 de septiembre de 2015 - 9 de abril de 2016
| #  | Concursante         | Lugar de origen                   | Duración (en días) | Duración (en días) | Duración (en días) | Duración (en días) | Información |
| #  | Concursante         | Lugar de origen                   | 1.ª Fase           | 2.ª Fase           | 3.ª Fase           | Total              | Información |
| -- | ------------------- | --------------------------------- | ------------------ | ------------------ | ------------------ | ------------------ | --- |
| 1  | Alba Gallardo       | Puerto de Santa María, Cádiz      | 70                 | 70                 | 14                 | 154                | Clasificada a la 2.ª Fase / Clasificada a la Semifinal / Ganadora/ (64,06%) (52,42%)                                   |
| 2  | Ana González        | Las Gabias, Granada               | 0                  | 49                 | 14                 | 63                 | Debutante gracias a la expulsión / 2.° puesto / Finalista / (47,58%)                                                   |
| 3  | Ana Martínez        | Bollullos Par del Condado, Huelva | 91                 | 70                 | 14                 | 175                | 7.ª expulsada (expulsión múltiple) / Repescada / 3.er puesto / Finalista / (60,60%) (35,94%)                           |
| 4  | Antonio Jesús Plaza | Baena, Córdoba                    | 28                 | 70                 | 14                 | 112                | 7.º expulsado (expulsión múltiple) / Repescado / 14.º Expulsado / Repescado / 4.° puesto / Finalista (56,95%) (39,40%) |
| 5  | Luna García         | San Roque, Cádiz                  | 77                 | 70                 | 14                 | 161                | Clasificada a la 2.ª Fase / 5.° puesto / Finalista (43,05%)                                                            |
| 6  | Paqui Gálvez        | Santa Cruz, Córdoba               | 91                 | 70                 | 7                  | 168                | Clasificada a la 2.ª Fase / 13.ª Expulsada / Repescada / 6.° puesto / Semifinalista                                    |
| 7  | Ernesto Castells    | Rota, Cádiz                       | 91                 | 70                 | 7                  | 168                | 7.º expulsado (expulsión múltiple) / Repescado / 7.°puesto / Semifinalista                                             |
| 8  | Carmen Mª Carmona   | Alcolea del Río, Sevilla          | 91                 | 70                 | 7                  | 168                | 7.ª expulsada (expulsión múltiple) / Repescada / 12.ª Expulsada / Repescada / 8.° puesto / Semifinalista               |
| 9  | Juan Luis Martínez  | Puente de Génave, Jaén            | 0                  | 7                  | 14                 | 21                 | Debutante gracias a la expulsión / 11.º Expulsado                                                                      |
| 10 | José Ortiz          | Málaga                            | 91                 | 56                 | 0                  | 147                | 7.º expulsado (expulsión múltiple) / Repescado / 10.º Expulsado                                                        |
| 11 | Tamara Torrejón     | San Fernando, Cádiz               | 0                  | 42                 | 0                  | 42                 | Debutante gracias a la repesca / 9.ª Expulsada                                                                         |
| 12 | Carlos Manuel Nosea | Sevilla                           | 91                 | 35                 | 0                  | 126                | 7.º expulsado (expulsión múltiple) / Repescado / 8.º Expulsado                                                         |
| 13 | Ana M.ª Galvín      | Chiclana de la Frontera, Cádiz    | 70                 | 0                  | 0                  | 70                 | 7.ª expulsada (expulsión múltiple) / Abandono voluntario                                                               |
| 14 | Teresa Fuentes      | Escañuela, Jaén                   | 35                 | 0                  | 0                  | 35                 | 3.ª expulsada / Repescada / 6.ª expulsada                                                                              |
| 15 | Rocío Úbeda         | Alcalá de los Gazules, Cádiz      | 14                 | 0                  | 0                  | 14                 | 5.ª expulsada |
| 16 | Rocío Copano        | Jerez de la Frontera, Cádiz       | 35                 | 0                  | 0                  | 35                 | 4.ª expulsada |
| 17 | Sandra García       | Málaga                            | 21                 | 0                  | 0                  | 21                 | 2.ª expulsada |
| 18 | Marta Pérez         | Ronda, Málaga                     | 14                 | 0                  | 0                  | 14                 | 1.ª expulsada |

## Otras versiones
- Castilla-La Mancha TV en colaboración con Murcia TV, desarrollan desde 2009, con la producción de Europroducciones TV, antigua coproductora de Se llama copla junto a Caligari Films, su propia versión del programa, con el título A tu vera, presentado primero por Vicky Martín Berrocal y después por Alicia Senovilla, y con reglamento similar al concurso original.[25]
- En 2010, Canal Sur emitió una edición especial de "Se llama copla" titulada Se llama copla: El desafío, presentada por Luis Muñoz, en la cual se enfrentaron por equipos concursantes de las tres primeras ediciones del concurso para decidir la mejor promoción del programa hasta la fecha.
- En 2012, Canal Sur emitió una mini-edición de "Se llama copla" titulada Se llama copla: Segunda oportunidad, presentada por Eva González, en la cual se enfrentaron individualmente concursantes de la primera, tercera, cuarta y quinta edición del concurso para decidir quién acompañaría en los recitales a Jonathan Santiago y Álvaro Díaz, ganadores de la quinta edición.
- En 2014, Canal Sur puso en marcha Se llama copla Junior, versión infantil de Se llama copla para concursantes de entre 10 y 16 años de edad.[26] Sus presentadores fueron Pastora Soler y Maik Alexandre.[27]